# Liste der Kulturgüter in Bolken
Die Liste der Kulturgüter in Bolken enthält alle Objekte in der Gemeinde Bolken im Kanton Solothurn, die gemäss der Haager Konvention zum Schutz von Kulturgut bei bewaffneten Konflikten, dem Bundesgesetz vom 20. Juni 2014 über den Schutz der Kulturgüter bei bewaffneten Konflikten sowie der Verordnung vom 29. Oktober 2014 über den Schutz der Kulturgüter bei bewaffneten Konflikten unter Schutz stehen.
Objekte der Kategorie A sind vollständig in der Liste enthalten, Objekte der Kategorie B sind im Gemeindegebiet nicht ausgewiesen, Objekte der Kategorie C fehlen zurzeit (Stand: 1. Januar 2023).

## Kulturgüter
| Foto | | Objekt | Kat. | Typ | Standort        | Beschreibung |
| ---- | --- | --- | ---- | --- | --------------- | --- |
| ja   | Datei hochladen · Wikidata zu Inkwilersee, paläolithische Freilandstation / neolithische und bronzezeitliche Seeufersiedlung (Q458858) | Inkwilersee Insel (CH-SO-02), Fundstelle der UNESCO-Welterbestätte "Prähistorische Pfahlbauten um die Alpen" KGS-Nr.: 09666 | A    | F   | 616950 / 227499 | Paläolithische Freilandstation / neolithische und bronzezeitliche Seeufersiedlung. Das Objekt liegt jeweils zum Teil auf den Gemeindegebieten von Bolken (KGS-Nr. 09666) und von Inkwil im Kanton Bern (Nr. 16528) |